# 1959년 캄차카 지진
1959년 캄차카 지진은 5월 4일 현지 시각 19시 15분, UTC 07시 15분에 모멘트 규모 M8.0~8.3, 표면파 규모 M8.25 지진이다. 진앙은 소련 러시아 소비에트 연방 사회주의 공화국 캄차카반도 인근이다. 페트로파블롭스크캄차츠키에서 건물이 피해를 입었다고 보고되었다. 최대 진도는 메드베데프-스폰하우어-카르니크 계급 기준 VIII이다. 페트로파블롭스크캄차츠키의 진도는 MSK VIII 정도였다.
이 지진으로 미국 알래스카주 매서커만에서 0.2 m 높이의 쓰나미가 관측되었다. 캄차카반도 동해안 남반부의 알류샨 열도와 쿠릴 열도와의 경계 지점 사이에 섭입 운동이 활발하다.

## 지질학적 구조
캄차카반도는 쿠릴-캄차카 해구라는 거대한 수렴 경계 근처에 있는데, 이 해구는 북아메리카판 내부의 미소판인 오호츠크판 아래로 태평양판의 섭입이 일어난다. 해구에서 섭입은 북쪽에서 남쪽으로 갈수록 증가하여 연간 80 mm의 속도로 발생한다. 이 섭입대는 캄차카 지진과 이와 관련된 쓰나미를 발생시킨다. 이 섭입대는 1737년, 1841년, 1923년, 1952년의 지진을 포함하여 역사상 많은 대규모 지진과 관련이 있다. 1737년 지진은 반도에서 발생한 지진 중 가장 강력한 지진으로 추정되며, 규모 Mw  9.3에 쓰나미는 최대 60 m 이상에 달했다고 보고되었다. 1841년 지진은 그보다 약간 약한 것으로 간주되며, 최대 규모 추정치는 Mw  9.0~9.2에 쓰나미는 15 m였다. 1923년 지진 또한 규모 Mw  8.5로 매우 강했다. 1952년 지진은 쿠릴-캄차카 해구에서 발생한 가장 최근의 거대지진(규모 Mw  8.5+)으로, 규모 Mw  9.0을 기록했다. 이 지진으로 인한 쓰나미는 최대 18 m 높이의 파고를 기록했다.

## 지진
지진은 1959년 5월 4일 UTC 7시 15분, 현지 시각 19시 15분에 발생했다. 지진은 20~60 km 깊이에서 발생했으며, 규모는 M8.0~8.3이다. 이 지진은 1952년 지진이 가장 많은 미끄러짐을 보였던 곳 근처, 1923년 지진의 진앙 바로 남쪽에서 발생했다. 이 지진은 너비 160 km, 길이 110 km 지역을 파열시켰다. 메드베데프-스폰하우어-카르니크 계급(MSK)의 최대 진도는 VIII이며, 페트로파블롭스크캄차츠키에서 느껴진 최대 진도도 MSK VIII이다.

## 쓰나미
쓰나미는 지진 규모에 비해 작았으며, 예상된 결과였다. 1.5~2 m의 파고가 기록되었고, 호놀룰루의 조위계에서는 조위보다 0.1 m 높은 수치가 기록되었다. 하와이에서는 0.2 m 높이의 파고가 보고되기도 했다. 알래스카주 매서커만에서는 최대 0.2 m 높이의 파고가 기록되었다.

## 같이 보기
- 1959년 지진
- 러시아의 지진 목록

## 참고 문헌
- Engdahl, E. R.; Vallaseñor, A. (2002). 〈Global seismicity: 1900–1999〉. 《International Handbook of Earthquake & Engineering Seismology》 (PDF). Part A, Volume 81A Fir판. Academic Press. 680쪽. ISBN 978-0124406520.
- Park, J.; Levin, V.; Brandon, M.; Lees, J.; Peyton, V.; Gordeev, E.; Ozerov, A. (2002), 〈A dangling slab, amplified arc volcanism, mantle flow and seismic anisotropy in the Kamchatka plate corner〉 (PDF), 《Plate Boundary Zones》 Fir판, American Geophysical Union, 3쪽, ISBN 978-0875905327
- Putintsev, Y. O. (2005), “Harbingers of landslide in Ryabikovskaya Street, 81 (Petropavlovsk–Kamchatski)”, 《Bulletin of Kamchatka Resional Association》 6 (2): 133
- Kanamori, Hiroo (1977년 7월 10일). 《The energy release in great earthquakes》. 《Journal of Geophysical Research》 82. 2981–2987쪽. Bibcode:1977JGR....82.2981K. doi:10.1029/JB082i020p02981. 2022년 9월 24일에 확인함.
- Bürgmann, Roland; Kogan, Mikhail G.; Steblov, Grigory M.; Hilley, George; Levin, Vasily E.; Apel, Edwin (2005년 7월 19일). 《Interseismic coupling and asperity distribution along the Kamchatka subduction zone》. 《Journal of Geophysical Research》 110. Bibcode:2005JGRB..110.7405B. doi:10.1029/2005JB003648. S2CID 129123498.
- Gusiakov, V.K. (2000), 《Two great kamchatka tsunamis, 1737 and 1952》 (PDF), Institute of Computational Mathematics and Mathematical Geophysics, Siberian Division, Russian Academy of Sciences: IUGG Tsunami Commission, 2021년 7월 9일에 원본 문서 (PDF)에서 보존된 문서, 2022년 9월 25일에 확인함
- Bourgeois, Joanne; Pinegina, Tatiana K. (2017). 《The 1997 Kronotsky earthquake and tsunami and their predecessors, Kamchatka, Russia》 (PDF). 《Natural Hazards and Earth System Sciences》 18. 335–350쪽. Bibcode:2018NHESS..18..335B. doi:10.5194/nhess-18-335-2018.
- MacInnes, B. T.; Weiss, R.; Bourgeois, J.; Pinegina, T. K. (2010), “Slip Distribution of the 1952 Kamchatka Great Earthquake Based on Near-Field Tsunami Deposits and Historical Records” (PDF), 《Bulletin of the Seismological Society of America》 100 (4): 1695–1709, Bibcode:2010BuSSA.100.1695M, doi:10.1785/0120090376
- Walker, Daniel A. (January 2005). 《Ocean-Wide Tsunamis, Magnitude Thresholds, And 1946 Type Events》. 《Science of Tsunami Hazards》 23. 3–6쪽. CiteSeerX 10.1.1.537.5859.
- McCaffrey, Robert (1993년 7월 10일). 《On the role of the upper plate in great subduction zone earthquakes》. 《Journal of Geophysical Research: Solid Earth》 98. 11953–11966쪽. Bibcode:1993JGR....9811953M. doi:10.1029/93JB00445. 2022년 10월 9일에 확인함.
- Purcaru, G.; Berckhemer, H. (1982년 4월 10일). 《Quantitative relations of seismic source parameters and a classification of earthquakes》. 《Tectonophysics》 84. 57–128쪽. Bibcode:1982Tectp..84...57P. doi:10.1016/0040-1951(82)90154-8. 2022년 10월 9일에 확인함.
- Lay, Thorne; Kanamori, Hiroo; Ruff, Larry J. (1982). 《The Asperity Model and the Nature of Large Subduction Zone Earthquakes》. 《Earthquake Prediction Research》 1. 3–71쪽. ISSN 0286-0619. 2022년 10월 9일에 확인함.
- Abe, Katsuyuki (October 1981). 《Magnitudes of large shallow earthquakes from 1904 to 1980》. 《Physics of the Earth and Planetary Interiors》 27. 72–92쪽. Bibcode:1981PEPI...27...72A. doi:10.1016/0031-9201(81)90088-1. 2022년 10월 9일에 확인함.
- Kelleher, John; Sykes, Lynn; Oliver, Jack (1973년 5월 10일). 《Possible criteria for predicting earthquake locations and their application to major plate boundaries of the Pacific and the Caribbean》. 《Journal of Geophysical Research》 78. 2547–2585쪽. Bibcode:1973JGR....78.2547K. doi:10.1029/JB078i014p02547. 2022년 10월 9일에 확인함.